# 県道118号 (台湾)
県道118号（けんどう118ごう）は、新竹市北区から桃園市復興区を結ぶ、全長59.280kmの台湾の県道である。

## 通過する自治体
- 新竹市
  - 北区
- 新竹県
  - 竹北市
  - 新埔鎮
  - 関西鎮
- 桃園市
  - 復興区

## 接続する道路
- 県道122号
- 台1線
- 県道117号
- 県道115号
- 国道3号（インターチェンジ）
- 台3線
- 台7線

## 施設
- 羅馬公路
- 石門水庫
- 鳳山渓